# Mohinder Singh Gill
Mohinder Singh Gill (* 12. April 1947) ist ein ehemaliger indischer Weit- und Dreispringer.
1970 gewann er im Dreisprung Bronze bei den British Commonwealth Games in Edinburgh und Gold bei den Asienspielen in Bangkok.
Bei den Olympischen Spielen 1972 in München schied er im Weitsprung und Dreisprung in der Qualifikation aus. 
Im Jahr darauf siegte er bei den Leichtathletik-Asienmeisterschaften im Dreisprung.
1974 holte er im Dreisprung jeweils Silber bei den British Commonwealth Games in Christchurch und bei den Asienspielen in Teheran.
Für die California Polytechnic State University startend wurde er 1970 sowie 1971 NCAA-Meister und 1971 NCAA-Hallenmeister im Dreisprung.
1970 wurde er mit dem Arjuna Award ausgezeichnet.

## Persönliche Bestleistungen
- Weitsprung: 7,30 m, 8. September 1972, München
- Dreisprung: 16,79 m, 8. Mai 1971, Fresno